# Монархічний двір
Двір монарха (монархічний двір; нім. Hofstaat, Hof) — історично сформоване певне коло осіб (придворні, почет, наближені), які служили й прислужували монарху і його родині, зі своїми звичаями та церемоніями. Двір вельможі, знатної особи, високопоставленої особи — коло осіб, які служили й прислужували вельможі і його родині. У широкому сенсі монархічний двір — це весь штат осіб, які прислуговували монарху і його родині, а у вузькому сенсі монархічний двір це особливий штат осіб, яких іменували «придворними», зазвичай в більшості випадків, представники вищої аристократії й знаті, які виконували певні державні та придворні функції.

## Посади
- Гофмейстер (нім. Hofmeister, «магістр двору») — голова двору в німецькомовних країнах (Австрії, Пруссії, Саксонії тощо).
- Двірський — голова двору на Русі.
- Дворецький
- Мажордом (лат. major domus, «старший двору») — голова двору в романських країнах (Франції, Іспанії, Португалії)
- Охмістр (пол. ochmistrz, переінакшений Hofmeister) — голова польського двору.
- Стюард (англ. steward, «вартовий двору») — голова двору в Англії.

## Інститути
- Надвірний суд (нім. Hofgericht, пол. sąd nadworny, рос. надворный суд)